# (5428) 1987 RA1
(5428) 1987 RA1 es un asteroide perteneciente al cinturón de asteroides, descubierto el 13 de septiembre de 1987 por Henri Debehogne desde el Observatorio de La Silla, Chile.

## Designación y nombre
Designado provisionalmente como 1987 RA1.

## Características orbitales
1987 RA1 está situado a una distancia media del Sol de 2,904 ua, pudiendo alejarse hasta 3,007 ua y acercarse hasta 2,801 ua. Su excentricidad es 0,035 y la inclinación orbital 0,935 grados. Emplea 1808,00 días en completar una órbita alrededor del Sol.

## Características físicas
La magnitud absoluta de 1987 RA1 es 12,7. 